# Gargoyleosaurus
Gargoyleosaurus war ein Vogelbeckensaurier aus der Gruppe der Ankylosauria. Er ist einer der ältesten und gleichzeitig kleinsten bekannten Vertreter dieser Gruppe.

## Merkmale
Der Schädel von Gargoyleosaurus war 29 Zentimeter lang, die Gesamtlänge des Tiers wird auf 3 bis 4 Meter geschätzt. Er dürfte den für die Ankylosauria typischen Körperbau mit den kurzen Beinen und der aus Knochenplatten bestehenden Rückenpanzerung gehabt haben. Es sind auch einige kegelförmige Stacheln erhalten, deren genaue Position allerdings nicht bekannt ist.
Im Bau des Schädels zeigt dieser Dinosaurier einige urtümliche Merkmale: der für die Ankylosauria typische harte Gaumen fehlt und die kleinen, blätterförmigen Zähne erinnern in ihrem Bau an die der Stegosauria. In einigen Merkmalen scheint er zwischen den Ankylosauridae und den Nodosauridae, den zwei Gruppen der Ankylosauria, zu vermitteln: so hat er den breiten Schädel der Ankylosauridae, während der langgestreckte Schnabel und das mit Zähnen bestandene Praemaxillare (der Knochen am Ende des Oberkiefers) typische Nodosauridae-Kennzeichen sind.
Wie alle Ankylosauria war er quadruped (er bewegte sich auf allen vieren fort) und ernährte sich von Pflanzen.

## Entdeckung und Benennung
Fossilien von Gargoyleosaurus (Holotypus DMNH 27726, ein nahezu kompletter Schädel, Teile des postkranialen Skeletts und der Dermalpanzerung) wurden im US-amerikanischen Bundesstaat Wyoming in der Morrison-Formation entdeckt und 1998 von Kenneth Carpenter et al. wissenschaftlich beschrieben. Der Name bedeutet Wasserspeier-(engl. gargoyle)-Echse. Einzig bekannte Art und somit Typusart ist Gargoyleosaurus parkpinorum. Carpenter et al. benannten sie in ihrer Erstbeschreibung nach J. Parker und T. Pinegar, den Entdeckern des Holotypus, ursprünglich als G. parkpini. Kilborne und Carpenter korrigierten 2005 das Artepitheton in einer Neubeschreibung gemäß Artikel 31.1.2A der Internationalen Regeln für die Zoologische Nomenklatur (ICZN), demzufolge die lateinische Endung des Epithetons bei der Herleitung von mehreren Personen im Genetiv-Plural auf -orum lauten muss. Die Funde werden in den Oberen Jura (Kimmeridgium bis Tithonium) datiert. Das macht Gargoyleosaurus zu einem der wenigen aus dem Jura bekannten Vertreter der Ankylosauria, die ansonsten nur aus der Kreidezeit bekannt sind.

## Systematik
Aufgrund seiner urtümlichen Merkmale ist die genaue systematische Einordnung von Gargoyleosaurus schwierig. Nach einer phylogenetischen Untersuchung von M. Vickaryous et al. wird er innerhalb der Ankylosauria in die Familie der Ankylosauridae eingeordnet, wo er als Schwestertaxon aller übrigen Ankylosauridae gilt. Nach anderen Meinungen könnte er überhaupt an der Basis der Ankylosauria stehen und somit weder Ankylo- noch Nodosauridae zugerechnet werden. K. Carpenter hingegen rechnet ihn zu den „Polacanthidae“.